# Rantum
Rantum est un village et une ancienne municipalité situé sur l'île de Sylt dans l'arrondissement de Frise-du-Nord au Schleswig-Holstein en Allemagne. Depuis le 1er janvier 2009, il fait partie de la municipalité de Sylt.

## Annexe